# Anta de Paredes
L'Anta de Paredes (aussi appelée anta da Herdade das Paredes) est un dolmen situé dans la freguesia de Nossa Senhora da Graça do Divor (pt) de la commune d'Évora, dans le district d'Évora, au Portugal. Il a été classé Monument national en 1910 .

## Contexte
Le mot anta est l'équivalent portugais d'« ante » (pilier terminal d'un temple grec ou romain), mais il est aussi employé pour désigner les pierres d'un dolmen ou le dolmen lui-même. Environ 5 000 édifices mégalithiques de ce type ont été construits au Néolithique dans l'ouest de la péninsule Ibérique par les successeurs de la culture de la céramique cardiale.

## Situation
L'anta de Paredes est située à environ 340 m de l'anta de Silvadas, également classée Monument national. Ils forment avec trois autres dolmens proches (anta da Herdade do Silval 2, 3 et 4) un petit groupe mégalithique local.

## Description
La chambre funéraire polygonale, d'un diamètre d'environ 3 m et d'une hauteur d'environ 2 m, est formée de sept orthostates en granit soutenant une dalle de couverture. L'allée couverte menant à la chambre funéraire mesure 3,50 m de long et environ 1,50 m de large et de haut. Elle possède deux orthostates endommagés et deux dalles de couverture encore visibles. La dalle de couverture la plus proche de la chambre funéraire est décorée de 31 fossettes.
Le tumulus d'origine recouvrant autrefois le dolmen est encore partiellement reconnaissable. Son diamètre est d'environ 9 m et il mesure encore par endroits environ 0,50 m de haut.
Sur la base de comparaisons typologiques, le site est daté entre la fin du IVe et le milieu du IIIe millénaire av. J.-C.

## Analyse
L'anta de Paredes appartient au groupe de mégalithes de type Eborense, dont le prototype est l'anta Grande de Comenda da Igreja, à Montemor-o-Novo.